# Galería de arte
Una galería de arte o museo de arte es un espacio para la exhibición y promoción del arte, en especial del arte visual, y principalmente pintura y escultura, de forma similar a un museo (pinacoteca, gliptoteca, etc.).
El concepto también es usado para designar el establecimiento que, además de exhibir y promocionar obras de arte, se dedica a su venta, siendo entonces por lo general un espacio más reducido y limitando el periodo de exhibición a un tiempo determinado, pasado el cual se desmonta la "exposición" y se monta una nueva. El oficio y técnica de su gestión se denomina galerismo.
También es muy habitual que los museos realicen exposiciones temporales, especialmente con fondos ajenos.
El uso del nombre galería proviene del idioma italiano, especialmente por la Galleria degli Uffizi construida en Florencia por Vasari en 1560 para alojar la colección de arte de los Médici. De forma similar se denominó la Galleria Borghese para la colección del cardenal Borghese (Flaminio Ponzio, 1605–1621).
En Londres recibieron ese nombre la National Gallery (1824) y la Tate Gallery (1897).
En Washington D. C., la National Gallery of Art se abrió en 1937.
Las galerías de arte contemporáneo realizan dos clases de muestras: individuales y colectivas. En las individuales, los trabajos de un solo artista son exhibidas al público. En las colectivas, varios artistas presentan a la vez uno o varios de sus trabajos según el tamaño de la galería. Las muestras acostumbran durar quince o treinta días, según la importancia del artista o los trabajos a exhibir.
Actualmente, la galería de arte contemporáneo más alta del mundo (avalada por el World Records Guinness) denominada Nautilus, se encuentra en el campamento base del Monte Aconcagua (Argentina) a 4300 m de altitud.
Si se trata de una galería de arte comercial, de acuerdo con el artista, conservará en su stock un número de trabajos para ser ofrecidos al público.
El reciente desarrollo de Internet ha permitido la creación de galerías de arte virtuales, eliminando las limitaciones geográficas y temporales, como con la galería de arte en línea artlovo.com.

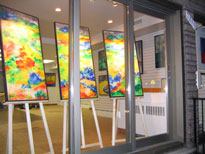
Casol Gallery, Nueva York